# Ämmunasu
Ämmunasu ist eine unbewohnte Insel, 260 Meter von der größten estnischen Insel Saaremaa entfernt. Die Insel liegt in der Landgemeinde Saaremaa im Kreis Saare. Sie liegt in der Bucht Tepu laht im Kahtla-Kübassaare hoiuala.
Ämmukare ist 20 Meter lang und zehn Meter breit.